# Blufftärningspoker

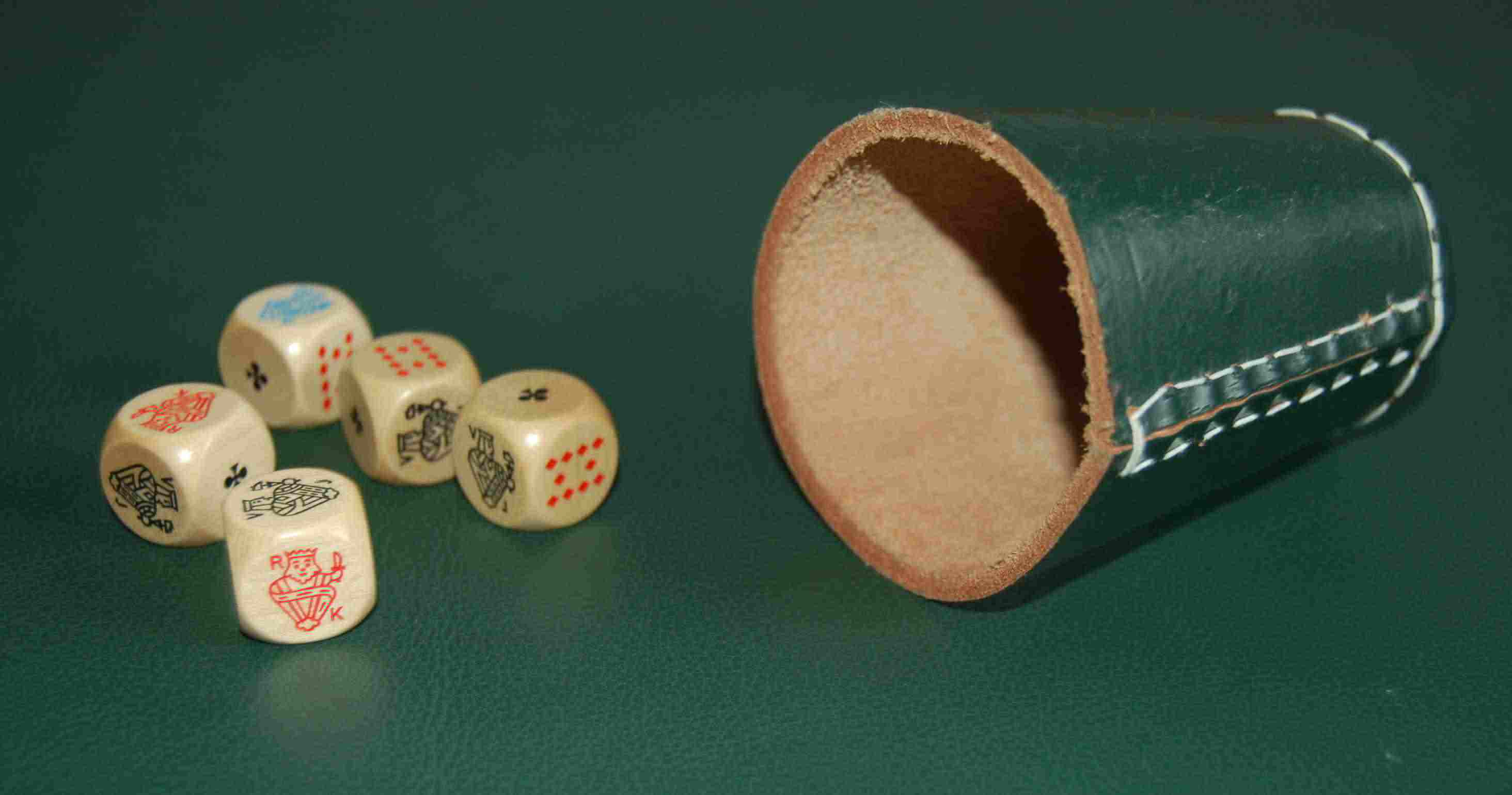
Pokertärningar och tärningsbägare.

Blufftärningspoker är ett tärningsspel som utgör en vidareutveckling av tärningspoker, och som i likhet med detta spel handlar om att med fem tärningar bilda kombinationer, som är hämtade från kortspelet poker. Företrädesvis används speciella pokertärningar, vars sidor är märkta med spelkortssymbolerna ess, kung, dam, knekt, tia och nia, men spelet fungerar också med fem vanliga tärningar. Till spelet behövs förutom tärningarna en tärningsbägare med tillhörande lock.
De olika kombinationerna är rangordnade uppifrån och ned på följande sätt:
(1) Femtal: alla fem tärningarna visar lika

(2) Fyrtal: fyra av tärningarna visar lika

(3) Kåk, även kallat full hand: tärningarna utgörs av ett tretal och ett par

(4) Stege, även kallat straight: alla fem tärningarna bildar en följd

(5) Triss, även kallat tretal: tre av tärningarna visar lika

(6) Två par: en symbol på två tärningar, en annan på två andra

(7) Ett par: två tärningar visar lika

Lika kombinationer rangordnas inbördes efter valören: exempelvis är ett fyrtal med kungar högre än ett fyrtal med knektar. Om två kåkar ska jämföras avgör i första hand trissens valörer. Vid lika höga valörer på två likadana kombinationer fälls avgörandet av valörerna på de okombinerade tärningarna. 
Den spelare som inleder en spelomgång lägger alla tärningarna i bägaren, skakar om med locket på, sätter ned bägaren uppochned på bordet och tittar försiktigt efter hur utfallet blev, utan att någon annan får se det. Därpå talar spelaren högt om vilken kombination tärningarna visar och behöver då inte hålla sig till sanningen; i blufftärningspoker är det tillåtet att ljuga när man tillkännager resultatet av ett tärningskast. Bägaren skickas vidare till nästa spelare i tur, som har att välja på att avslå eller acceptera.
Att avslå innebär att lyfta på bägaren och kontrollera. Om kastet är minst lika högt som föregående spelare sagt, har den som lyft på bägaren förlorat omgången; om kastet är lägre, är det i stället den föregående spelaren som är förlorare. En spelare som har accepterat tittar i smyg på tärningarna och får kasta om valfritt antal tärningar. Därefter måste ett nytt resultat tillkännages, som är högre än det föregående. Bägaren går vidare till nästa spelare, som i sin tur kan avslå eller acceptera.
Spelet är även känt som liar dice eller liar’s dice. Benämningen liar’s dice kan också avse ett annat tärningsspel, perudo, som har vissa likheter med blufftärningspoker.